# Вадьо
Ва̀дьо (на норвежки: Vardø, на фински Vuoreija и Vuorea, Вуорейя и Вуореа, изговаря се най-близко до Ва̀ддьо) е малък град и община в Северна Норвегия.

## География
Градът е разположен на остров Вадьой на Баренцово море във фюлке Финмарк. Той е главен административен център на едноименната община Вадьо. Любопитно за Вадьо е, че е разположен на същия меридиан, на който са Истанбул и Кайро. Вадьо е най-източният град на Норвегия. Намира се на 72 km на север от областния център град Вадсьо. Разстоянието от остров Вадьоя до брега е 2 km. Обект на туризъм при обиколката на Северна Норвегия с кораб. Населението на община Вадьо е 2338 жители от преброяването през 2006 г.

## Герб
Гербът на града е създаден през 1895 г. На него са изобразени два ветроходни риболовни плавателни съда, рибата треска и изгревът на слънцето.

## Климат
Климатът във Вадьо е арктически. Средните летни температури са около +9°C, а средните зимни около -5 °C. Лятото трае 74 дни, като започва от 16 май и продължава до 29 юли.

## История
Град Вадьо е основан през 1306 г. При археологически разкопки са намерени признаци на живот от 7000 г. пр.н.е.

## Икономика
Основни отрасли в икономиката на града са риболовът и туризмът.

## Личности
Родени
- Джон Норъм (р. 1964), рокмузикант
- Карл Ейрик Шьот-Педешен (р. 1959), политик